# Rozchodníkovec nachový

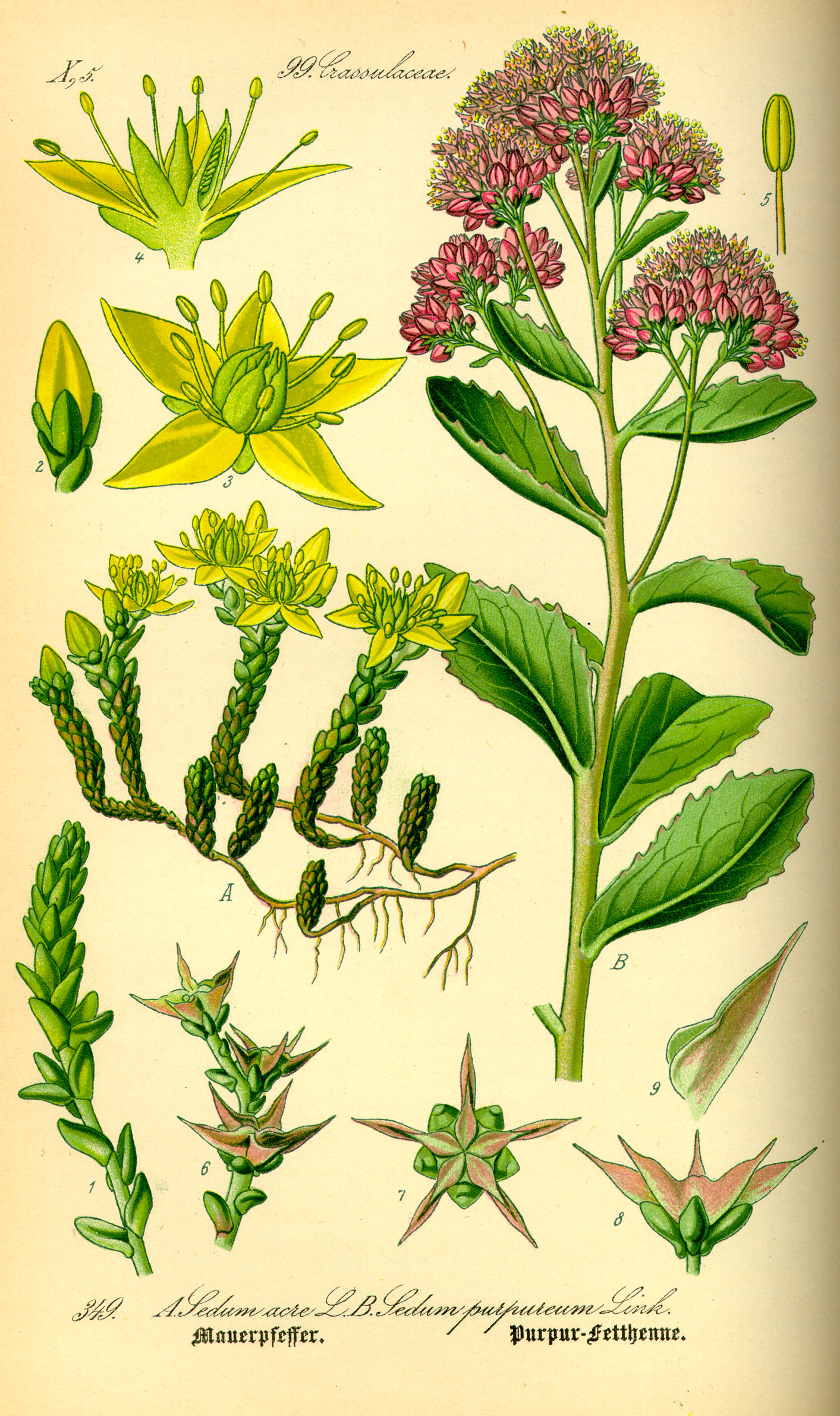
Nákres rostliny

Rozchodníkovec nachový (Hylotelephium telephium) je vytrvalá, statná rostlina s množstvím drobných karmínových či nachových květů na vrcholu lodyhy. Nenáročnost na kvalitu půdy a závlahu, odolnost proti živočišným škůdcům a hlavně dlouhé kvetení bývají důvody k vysazování do okrasných zahrad.
V minulosti byl tento druh součásti rodu rozchodník (Sedum), ale pro morfologické odlišnosti byl přesunut do nového rodu rozchodníkovec (Hylotelephium).

## Rozšíření
Je původním druhem téměř v celé Evropě, stejně jako na Kavkaze a přes celou Sibiř, Čínu a Mongolsko i na Dálném východě a v Japonsku. Druhotně byl rozšířen i do východní části Spojených států amerických.
V české přírodě roste nejvíce v západních Čechách, na jihozápadě Brd, okolo Klatov, Sušice a Železné Rudy. V ostatních oblastech se vyskytuje jen roztroušeně, z tradičních stanovišť mizí a stává se poměrně vzácným. V "Červeném seznamu cévnatých rostlin České republiky" je proto považován za druh vyžadující si pozornost (C4a).

## Ekologie
Nejčastěji si vybírá k růstu kamenité, ale hluboké půdy, které jsou dobře odvodněné. Vyskytuje se obvykle na plně osluněných stanovištích, např. v silničních příkopech, na náspech železničních tratí, ve štěrkovnách, u kamenných zdí, na rumištích, podél okrajů lesů, na travnatých mezích, horských loukách nebo ruderalizovaných místech v blízkosti lidských sídel. Dobře přežívá období sucha, neboť potřebnou vláhu si ukládá v dužnaté lodyze i listech a také v kořenových hlízkách. Potřebuje půdu hodně propustnou, mírně kyselou a s vyšším podílem organické složky. V české krajině roste do nadmořské výšky 1600 m.
Rostliny raší na jaře poměrně pozdě, až koncem dubna a květy rozkvétají od července do září. Nástup kvetení je podmíněn zkracování délky dne.

## Popis
Vytrvalá, statná rostlina s tmavohnědými lodyhami, vysokými 40 až 60 cm, vyrůstající z krátkého, dřevnatějícího vícehlavého oddenku s řepovitými hlízkami. Lodyhy jsou přímé, obvykle nevětvené a vyrůstají v trsech, statná rostlina jich mívá 15 až 40. Každoročně odumírající lodyhy od spodu dřevnatí a na podzim po uschnutí dlouho přetrvávají i s vysemeněným květenstvím.
Lodyžní listy jsou krátce řapíkaté neb přisedlé, vyrůstají střídavě, vzácněji v tříčetných přeslenech a bývají dlouhé 3 až 8 cm a široké 1,5 až 2,5 cm. Jejich ploché dužnaté čepele jsou tvaru obvejčitého až kosníkovitého, vrchol mají tupě špičatý a po obvodě jsou drobně nepravidelně zubaté. Ojíněná lodyha i listy mohou být purpurově naběhlé.
Květenství je mírně vypouklá chocholičnatá lata s přímými větvemi tvořená drobnými, stopkatými, oboupohlavnými, hvězdovitými květy. Mají pět vytrvalých, dužnatých, vejčitých kališních lístků 2,5 mm velkých. Pět dvojnásobně velkých lístků korunních je na bázi srostlých, mají vejčitý tvar, na konci jsou špičaté, barvu mají karmínovou a po okrajích jsou někdy bělavé. Ve dvou kruzích vyrůstá deset tyčinek s růžovými nitkami. Z pěti plodolistů je vytvořeno pět semeníků, pod kterými ústí žlázky s nektarem, za kterým se slétá různý hmyz. Pro spolehlivé opylení nejdříve dozrávají prašníky vnějších tyčinek a teprve později vnitřních. Blizny dospívají až po vypylení všech prašníků, květy se však spolehlivě opylí i vlastním pylem.
Plody jsou mnohosemenné měchýřky otvírající se na vnitřních švech, obsahují množství drobných, válcovitých, hladkých semen. Po postupném vypadaní semen mají ještě po jistou dobu vytrvávající otevřené plody tvar hvězdiček.

## Rozmnožování
Nejčastěji se rozchodníkovec nachový rozmnožuje generativně.
Semena obvykle opouštějí měchýřek za deště, kdy jsou proudem vody odnesena do škvír a skulin, kde je více vlhkosti a mají větší naději vyklíčit. Přirozeně se rozšiřuje také vegetativně rozrůstáním oddenku nebo jeho roztrháním na části při posunu zeminy. U množení v zahradnictvích se používají vrcholové nebo lodyžní řízky, dělí se trsy a u cenných hybridů se používá množení "in vitro". Čerstvě odlomený list obvykle zakoření ve vlhké půdě.

## Význam
Rostliny se vysazují jako trvalky na parkové záhony nebo do větších skalek, hlavně nově vyšlechtěné odrůdy. Například křížením s rozchodníkovcem nádherným byly vyšlechtěny mnohé kultivary lišící se výškou, odstíny květů a listů i dobou kvetení, např. 'Aquarell', 'Carl', 'Herbstfreude', 'Matrona', 'Purple emperor' nebo pestrolisté 'Diamond Edge' či 'Lajos'.
Rozchodníkovec nachový je žírnou rostlinou housenek motýla jasoně červenookého (v ČR kriticky ohroženého), které spásají jeho listy.
Protože kvete i na podzim, je hojně navštěvován včelami i jiným hmyzem. Uschlé lodyhy lze po ustřižení používat tak, jak jsou (i s květem) jako hmyzí domečky. Stačí je svázat a umístit na vhodné místo, případně zatížit. Včely samotářky si je najdou.

## Galerie

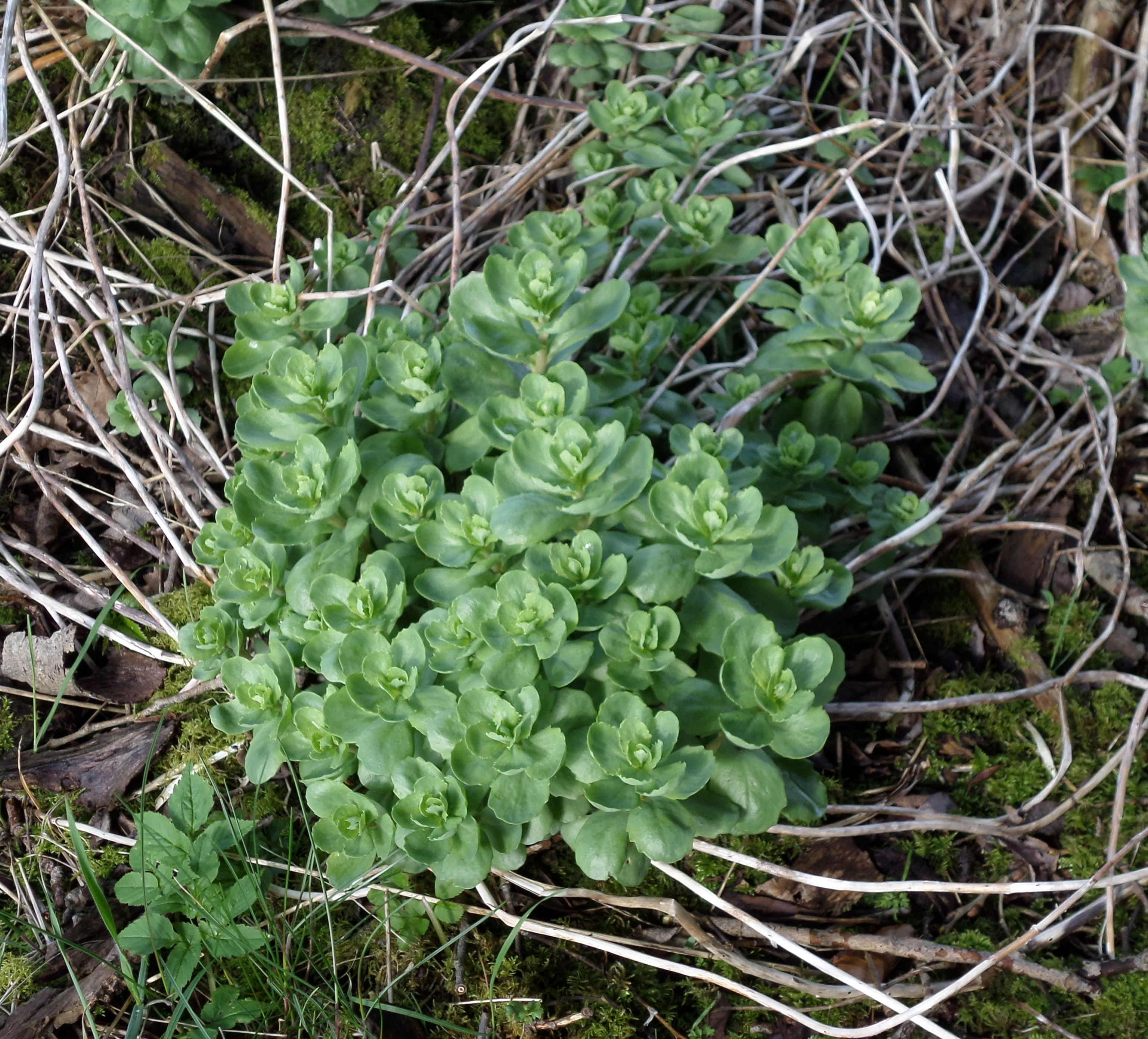
Mladá rostlina
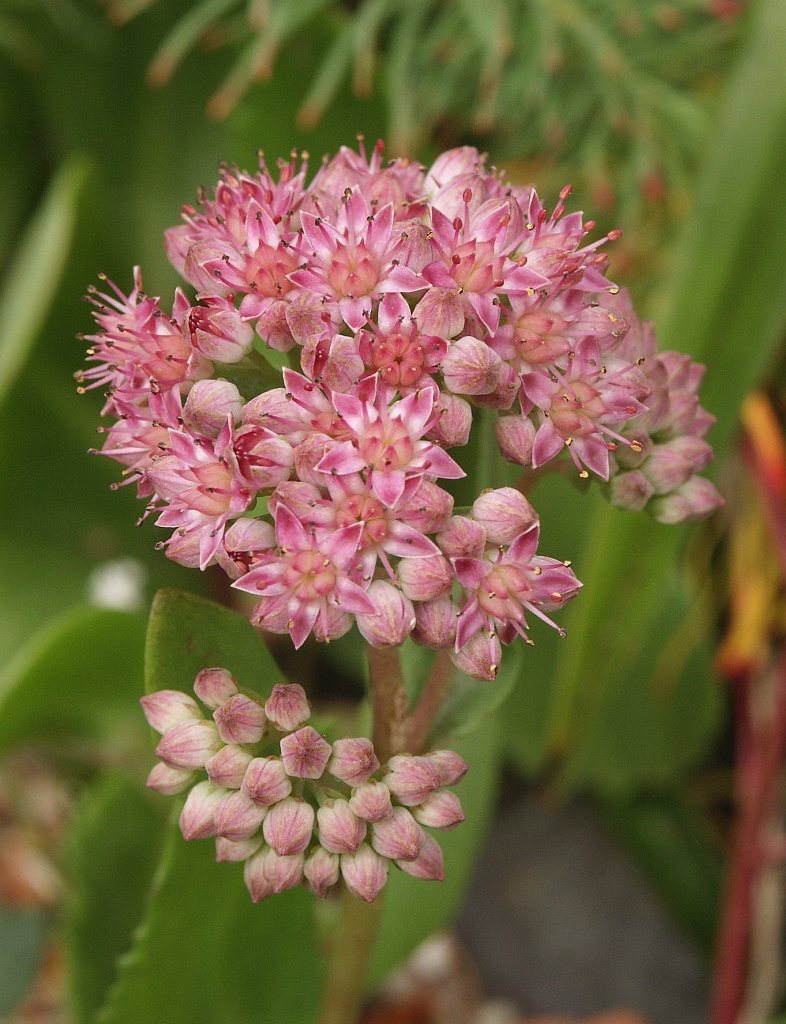
Květenství
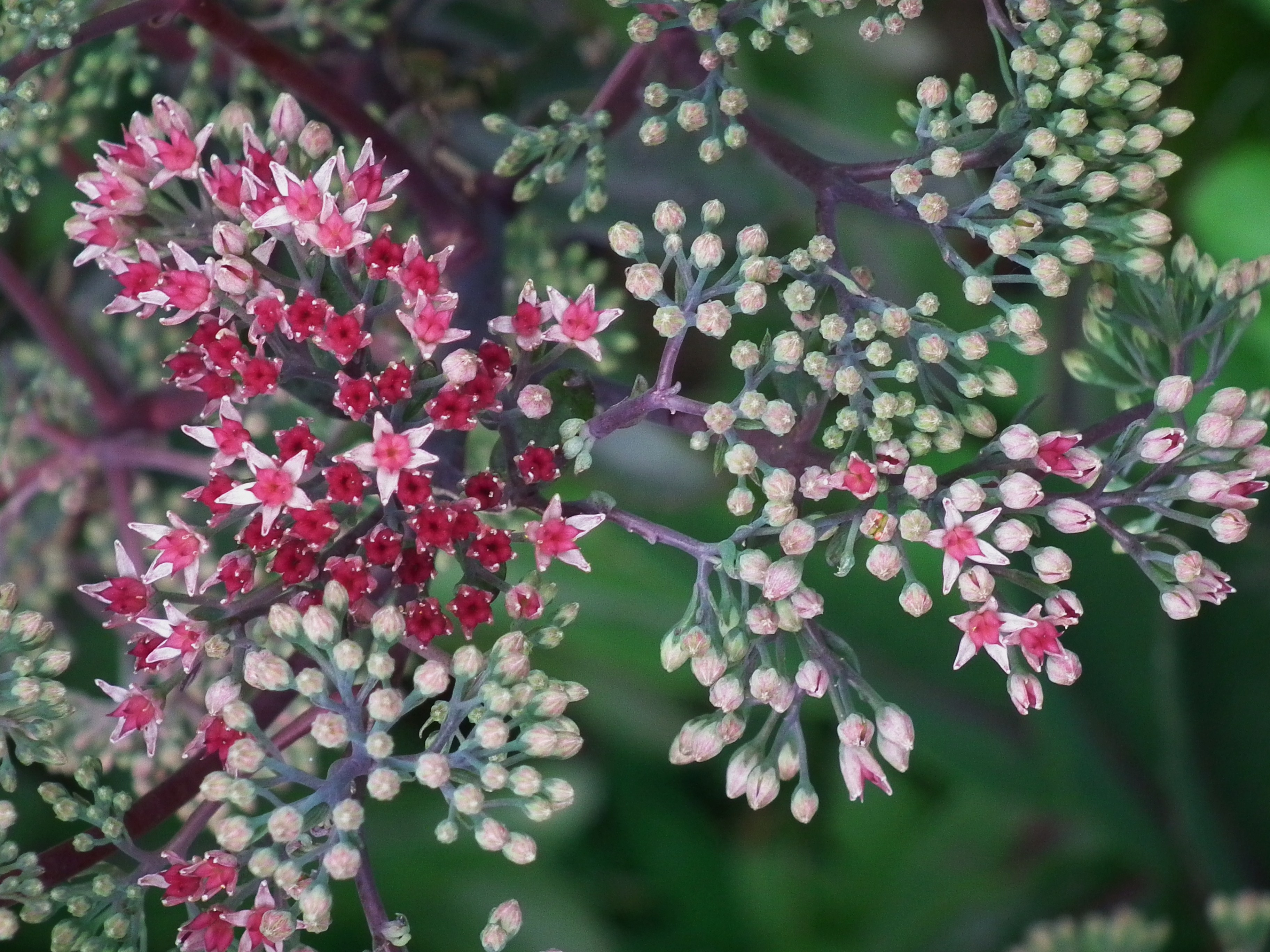
Nakvétající rostlina
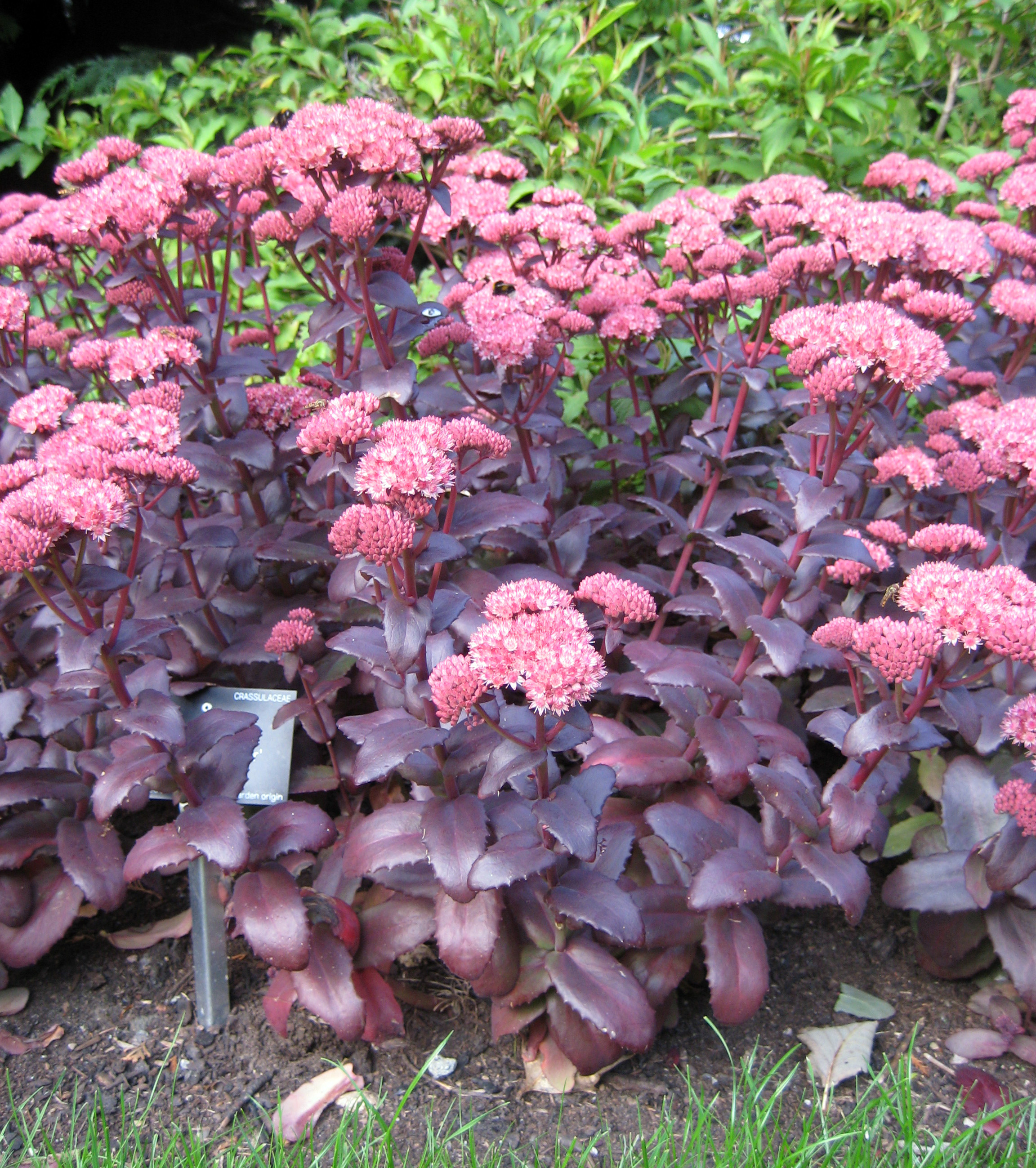
Kultivar 'Purple emperor'